# Content-Marketing
Content-Marketing ist eine Marketing-Technik, die mit informierenden, beratenden und unterhaltenden Inhalten die Zielgruppe ansprechen soll, um sie vom eigenen Unternehmen und seinem Leistungsangebot oder einer eigenen Marke zu überzeugen und sie als Kunden zu gewinnen oder zu halten.
Die strategische Planung der Inhaltserstellung bezeichnet man als Content-Strategie. Die Verantwortung dafür liegt oft im Marketing, bei größeren Unternehmungen unter der Leitung eines Chief Content Officers.

## Abgrenzung
Im Gegensatz zu werbenden Techniken wie Anzeigen, Bannern oder Werbespots stellen die Inhalte des Content-Marketings nicht die positive Darstellung des eigenen Unternehmens mit seinen Produkten in den Mittelpunkt, sondern bieten nützliche Informationen, weiterbringendes Wissen oder Unterhaltung. Content-Marketing orientiert sich in der Ansprache und der Thematik an Fachpresse-, Beratungs- und Unterhaltungspublikationen. Seine Ziele erreicht das Content-Marketing, indem es den Inhaltsproduzenten als Experten, Berater und Entertainer profiliert, der Kompetenzen, Know-how und Wertversprechen durch den Inhalt demonstriert, statt sie nur zu behaupten.
Das Content-Marketing gehört zum strategischen Marketing. Es konzentriert sich auf die Erstellung und Verbreitung wertvoller, relevanter und konsistenter Inhalte, um ein klar definiertes Publikum anzuziehen, zu halten, und letztendlich profitables Kundenhandeln zu generieren.
Content-Marketing kann den Tatbestand des unlauteren Wettbewerbs erfüllen. Laut dem UWG sind vom Marketingbetreiber bezahlte Leistungen als
Schleichwerbung zu klassifizieren, wenn sie auf Websites Dritter ungekennzeichnet erscheinen.
Inhalte im Sinne des Content-Marketings können z. B. Texte, Bilder, Videos, Podcasts oder (Info-)Grafiken sein.
Content-Marketing-Inhalte können publiziert werden auf Unternehmenswebsites, eigenen Blogs, in eigenen Mobile Apps, auf Social-Media-Plattformen wie Twitter, Facebook oder Instagram, auf Plattformen für nutzererzeugte Inhalte wie YouTube, Pinterest oder Flickr oder über klassische Public Relations und Online-PR. Weitere Publikationsformen sind E-Books, White Papers, (Online)-Präsentationen, Newsletter und Microsites, zum Beispiel auf Basis einer Zusammenarbeit mit redaktionellen Angeboten.
Content-Marketing wird auch als Suchmaschinen- und Inbound-Marketing-Technik eingesetzt. Im Suchmaschinen-Marketing machen Inhalte, mit den passenden Keywords durchsetzt, Websites findbar. Zudem kann ansprechender Content als Linkbait dazu führen, dass Besucher ihn verlinken. Das Inbound-Marketing setzt Inhalte für die Leadgenerierung ein und stellt sie erst nach der Angabe von individuellen Kontaktdaten zur Verfügung.

## Content Seeding
Als Content Seeding bezeichnet man das Ausstreuen von Inhalten im Internet, um so Verlinkungen, sogenannte Backlinks, zum eigenen Inhalt zu erzeugen. Ziel ist es, dass dadurch der Inhalt für Suchmaschinen als relevant gewertet wird und dadurch eine bessere Platzierung erhält.

## Disziplinen
Zu den Einzeldisziplinen des Content-Marketings gehören: Redaktion, Search Engine Optimisation (SEO), Search Engine Advertising (SEA), Native Advertising, E-Mail-Marketing, Social Media Marketing und auch Influencer-Marketing.